# Snow Angel (Reneé Rapp)
Snow Angel è il primo album in studio della cantante statunitense Reneé Rapp, pubblicato il 18 agosto 2023 dalla Interscope Records.

## Tracce
1. Talk Too Much – 3:16
2. I Hate Boston – 2:54
3. Poison Poison – 3:11
4. Gemini Moon – 2:40
5. Snow Angel – 3:35
6. So What Now – 2:50
7. The Wedding Song – 3:03
8. Pretty Girls – 2:26
9. Tummy Hurts – 2:48
10. I Wish – 3:43
11. Willow – 2:41
12. 23 – 3:22

## Classifiche
| Classifica (2023-24) | Posizione raggiunta |
| -------------------- | ------------------- |
| Australia            | 42                  |
| Belgio (Fiandre)     | 32                  |
| Germania             | 76                  |
| Nuova Zelanda        | 31                  |
| Paesi Bassi          | 52                  |
| Regno Unito          | 7                   |
| Stati Uniti          | 44                  |